# Epipedocera subatra
Epipedocera subatra là một loài bọ cánh cứng trong họ Cerambycidae.